# Identifikátor
Identifikátor (anglicky identifier) je stručná informace, nezřídka vyjádřená v člověku těžko zapamatovatelném formátu, jejímž účelem je poskytnout přirozené nebo umělé inteligenci (lidské bytosti nebo počítačovému programu) prostředek ke vzájemnému odlišení jednotlivých entit stejné třídy objektů.
Identifikátorem je např. rodné jméno, příjmení, osobní jméno (kombinace rodného jména a příjmení), rodné číslo, číslo občanského nebo řidičského průkazu nebo cestovního pasu, pořadí v třídním výkazu, registrační značka motorového vozidla nebo ISBN knihy. Samotného výrazu identifikátor se ovšem užívá především v informatice.
Obecně lze konstatovat, že identifikátor je jen tak dlouhý, aby umožnil jednoznačnou identifikaci. Ve formě určené pro předávání mezi lidmi lze identifikátor formalizovat jako řetězec složený z číslic a znaků, které za použití oddělovačů mohou být sdruženy do skupin.

## Informatika
Pro informatiku jsou identifikátory naprosto klíčové. Bez nadsázky lze hovořit o tom, že celá softwarová složka zařízení výpočetní techniky je jimi skrz naskrz „prorostlá“. Při absenci identifikátorů by nebyla realizovatelná žádná datová struktura, natož kupř. operační systém.
Z pohledu počítačově méně gramotného uživatele jsou aplikací identifikátoru v informatice hypertextový odkaz, uživatelské, popř. přihlašovací, jméno, e-mailová adresa nebo IP adresa, na pozadí toho se ale jedná o tzv. handly k oknům (v grafických uživatelských rozhraních), čísla procesů, adresářové cesty, klíče v databázích nebo čísla stránek virtuální počítačové paměti, adresy do níž jsou identifikátory vlastně také. Identifikátory se týkají též hardwaru, např. každý síťový adaptér pro Ethernet je při výrobě označen unikátní MAC adresou.
Využití identifikátorů v informatice je charakteristické tím, že vytvoření konkrétního identifikačního výrazu není sofistikovaným procesem (obvykle se použije nejnižší v daném kontextu ještě nepoužité přirozené číslo), identifikátor má úzké použití a jeho podoba (hodnota) je věcí interní (uživateli se až na výjimky neprezentuje).
Vzhledem k rychlosti rozvoje informačních technologií je správným krokem vývojáře při návrhu softwaru věnovat zvýšenou pozornost volbě velikosti datového typu k uložení identifikátoru, aby v blízké (a lepším případě i vzdálené) budoucnosti jeho kapacitu nepřevýšil počet identifikaci vyžadujících entit. V tomto ohledu může pozornost vzbuzovat délka IPv6 adresy, která činí 128 bitů (což připouští rozlišení až 2128 hodnot).

## Programování
V programovacích jazycích jsou tokeny identifikátory (též symboly) pojmenovávající entity jazyka. Tokenem (symbolem) může být symbol zastupující jméno proměnné, datového typu, návěští, podprogramu a modulu.